# Sertão Santana
Sertão Santana este un oraș în Rio Grande do Sul (RS), Brazilia.